# I’m Easy
I’m Easy ist ein Folk-Song von Keith Carradine, der erstmals 1975 als Teil des Soundtracks des Films Nashville veröffentlicht wurde. Er erschien auch als Single und als Titelsong auf Carradines Debütalbum I’m Easy (1976).

## Inhalt
Die von Gitarrenspiel begleitete Ballade I’m Easy besteht aus drei Strophen, in denen der Sänger sich als jemanden beschreibt, der Verbindlichkeit in einer Liebesbeziehung sucht und keine Spielchen mag. Er fordert sein Gegenüber auf, Abstand von ihm zu halten, wenn er oder sie es nicht ernst meint. Im Refrain erklärt der Sänger dann jedoch, „easy“ zu sein (was als einfach, bequem oder auch „leicht zu haben“ übersetzt werden kann). Darum sei er bereit, das Spiel der geliebten Person mitzuspielen und wird ohne nachzudenken zu ihr laufen, sobald sie ihn dazu auffordert.

## Entstehung und Veröffentlichung
Schauspieler Keith Carradine hatte vor seinem Auftritt in dem Film Nashville bereits eine gewisse musikalische Erfahrung durch Broadway-Auftritte und (unveröffentlichte) Musikaufnahmen gewonnen. Das Lied I’m Easy schrieb er fünf Jahre vor Erscheinen des Films. Als 1973 Regisseur Robert Altman auf einer Party während der Dreharbeiten von Diebe wie wir Carradine seine Songs I’m Easy und It Don’t Worry Me singen hörte, zeigte er sich beeindruckt. Später gab er an, durch diese beiden Songs zum Drehen eines neuen Films inspiriert worden zu sein, nur um diese darin unterbringen zu können. Nashville war jedoch zu dem Zeitpunkt schon in Planung. Ursprünglich sollten Hits bekannter Country-Interpreten den Soundtrack bilden, aber für den Film stand nur ein relativ begrenztes Budget von 2,2 Millionen Dollar zur Verfügung, davon ca. 50.000 Dollar für Musik, was nicht ausreichend war. Altman beschloss daraufhin, den Film bevorzugt mit Schauspielern wie Carradine zu besetzen, die in der Lage waren eigene, kostengünstigere Songs beizusteuern. Der restliche Soundtrack wurde von Richard Baskin geschrieben, Musical Director des Films und professioneller Songwriter. Das Drehbuch wurde geändert, um die neuen Songs zu integrieren.
1975 kam der Film Nashville in die amerikanischen Kinos. Darin spielt Carradine den Folksänger und Frauenhelden Tom Frank, der in einem Nachtclub den Song I’m Easy vorträgt und bei mehreren Frauen aus dem Publikum den Eindruck erweckt, dass er ihn speziell für sie singt. Carradines zweiter Beitrag zum Soundtrack, It Don’t Worry Me, wird von Barbara Harris zum Ende des Films gesungen.
Auf einem Tonträger erschien der Song I’m Easy erstmals 1975 bei dem Label ABC Records, zunächst als Teil der Soundtrack-LP (Original Motion Picture Soundtrack „Nashville“) und im gleichen Jahr als Single (ABC 12117). Deren B-Seite beinhaltete den Song 200 Years von Henry Gibson. Danach kam eine weitere Single I’m Easy mit It Don’t Worry Me auf der B-Seite heraus (ABC 22011).
Carradine beklagte später, dass ABC ursprünglich seinen Song nicht als Single veröffentlichen wollte, wodurch sich deren Verfügbarkeit für potentielle Käufer verzögert habe. Er unterschrieb einen Zwei-Alben-Vertrag bei Asylum Records und brachte dort 1976 sein Debütalbum I’m Easy (AS 53042) heraus, das unter anderem eine Version des gleichnamigen Songs mit Streichern enthält. 2004 erschienen bei Collectors’ Choice Music sowohl I’m Easy als auch Carradines zweites und letztes Album, Lost & Found (1978), zusammen erstmals auf CD.
I’m Easy war auch Teil verschiedener Kompilationen wie Generations of Folk, Vol. 4 (Vanguard Records, 1998) und Singers and Songwriters: Late '70s (Time Life, 2000).

## Erfolg
1976 war der Song 12 Wochen in den Billboard Top 40 und gelangte bis auf Platz 17. Außerdem erreichte er Nummer 10 der Cash Box Top 100 und die Spitze der Adult Contemporary Charts.
Bei der Oscarverleihung 1976 gewann Carradine für I’m Easy den Oscar in der Kategorie „Bester Original-Song“. Außerdem wurde das Lied bei den Golden Globe Awards 1976 zum „Besten Filmsong“ gewählt.

## Coverversionen
Der kanadische Sänger Ron Nigrini veröffentlichte 1975 eine Coverversion von I’m Easy als Single bei Attic, die in Kanada Platz 40 der Adult-Contemporary-Charts und Platz 41 der Country-Charts erreichte. Auch erschien der Song auf seinem zweiten Soloalbum Rich Things und mehreren Kompilationen.
Weitere Singles mit Coverversionen von I’m Easy brachten Randy Crawford (Warner Bros. Records, 1976) und der amerikanische Sänger Dane Donohue (Columbia Records, 1976) heraus. Die Sängerin Teresa Carpio aus Hongkong spielte ein Cover von I’m Easy auf ihrem Album Songs For You (EMI, 1977) ein. Susan Wong veröffentlichte 2002 eine Version des Songs auf ihrem Debütalbum Close To You.